# گل‌خورک اطلسی
گل‌خورک اطلسی (نام علمی: Periophthalmus barbarus) نام گونه‌ای از سرده گل‌خورک‌ماهی است.